# Хелльстен, Юхан
Юхан Хелльстен (швед. Johan Hellsten; род. 25 декабря 1975, Мальмё) — шведский шахматист, гроссмейстер (2004).
Чемпион Швеции (2006).
В составе сборной Швеции участник 3-х Олимпиад (1996, 2004—2006) и 3-х командных чемпионатов Европы (1997, 2003—2005).

## Изменения рейтинга
| Графики недоступны из-за технических проблем. См. информацию на Фабрикаторе и на mediawiki.org. |